# Deltochilum hypponum
Deltochilum hypponum är en skalbaggsart som beskrevs av Jean Baptiste Lucien Buquet 1844. Deltochilum hypponum ingår i släktet Deltochilum och familjen bladhorningar. Inga underarter finns listade i Catalogue of Life.